# 卡羅林 (北卡羅萊納州)
卡羅林（英語：Caroleen）是位於美國北卡羅萊納州拉瑟福縣的普查規定居民點。

## 人口
根據2020年美國人口普查的數據，卡羅林的面積為2.87平方千米，皆為陸地。當地共有人口560人，而人口密度為每平方千米195.12人。